# Sypnoides pannosa
Sypnoides pannosa là một loài bướm đêm trong họ Erebidae.

## Hình ảnh

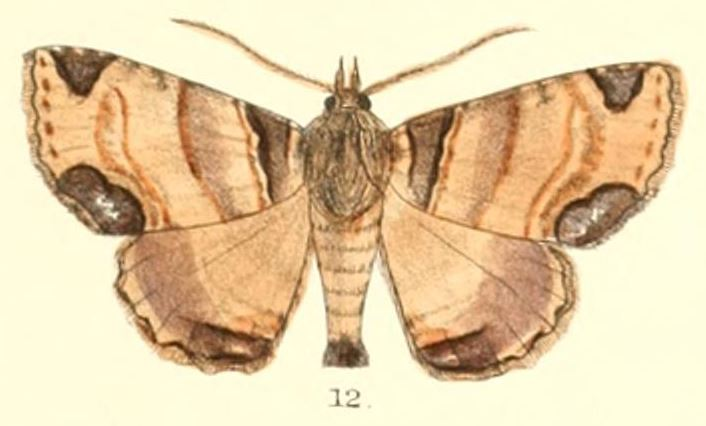